# Tubulicrinis gloeocystidiatus
Tubulicrinis gloeocystidiatus är en svampart som beskrevs av Boidin & Gilles 1986. Tubulicrinis gloeocystidiatus ingår i släktet stiftskinn och familjen Tubulicrinaceae.   Inga underarter finns listade i Catalogue of Life.